# Schasiura
Schasiura är ett släkte av fjärilar. Schasiura ingår i familjen björnspinnare.
Kladogram enligt Catalogue of Life:
| Schasiura | \| \| Schasiura gymnelioides \| \| \| \| \| \| Schasiura mimica \| \| \| \| |
|           | \| \| Schasiura gymnelioides \| \| \| \| \| \| Schasiura mimica \| \| \| \| |
|           | Schasiura gymnelioides                                                      |
|           |                                                                             |
|           | Schasiura mimica                                                            |
|           |                                                                             |